# برود (عملة ذهبية إنجليزية)

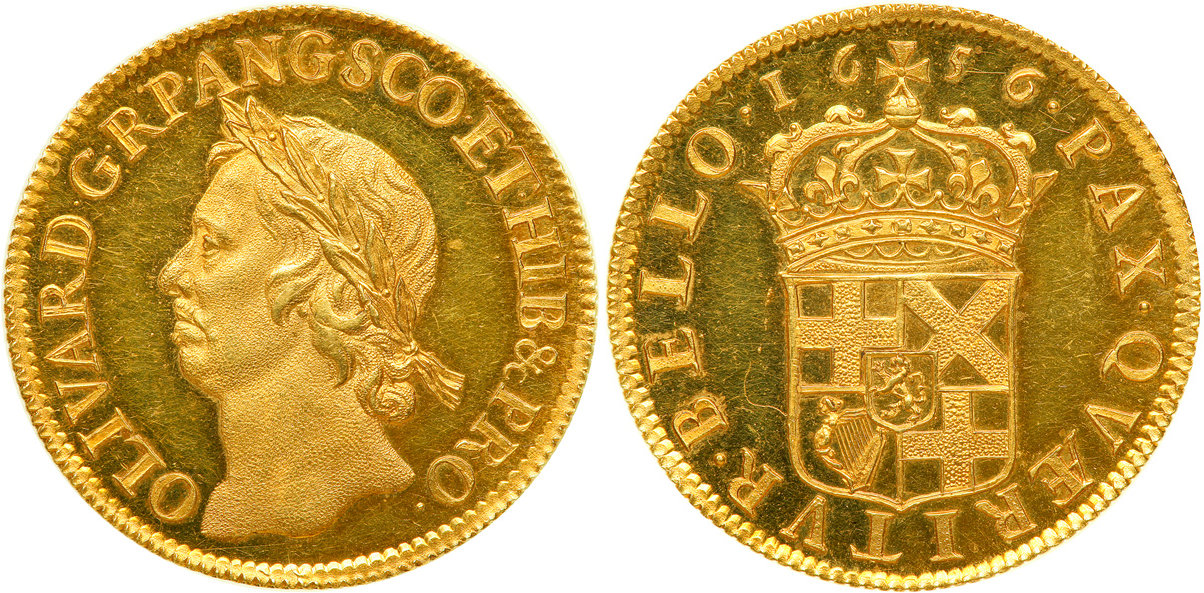
برود من عام 1656.

العملة البريطانية البرود أو العريضة هي عملة إنجليزية بقيمة 20 شلن (جنيه إسترليني واحد) أصدرتها كومنولث إنجلترا في عام 1656. كانت عملة ذهبية منقوشة آلياً تزن 9.0-9.1 جرام (8⁄25 أونصة طروادة) بقطر 29–30 مليمتر (1.1–1.2 بوصة) صممها توماس سيمون (المعروف أيضًا باسم سيموندز). حيث درس سيمون النقش على يد نيكولاس بريوت وحوالي عام 1635 حصل على وظيفة في دار سك العملة الملكية. في عام 1645 عيّنه البرلمان كبير نقّاشين مشتركين مع إدوارد ويد، وبعد أن صمّم ختم الكومنولث العظيم وقوالب سك العملة رُقّي إلى كبير نقّاشين في دار سك العملة الملكية والأختام. أنتج العديد من ميداليات بورتريه رائعة لأوليفر كرومويل إحداها منسوخة من منمنمة رسمها صموئيل كوبر.
يصور وجه العملة اللورد الحامي أوليفر كرومويل كإمبراطور روماني حائز على الغار مع النقش اللاتيني OLIVAR DGRP ANG SCO HIB &c PRO [Olivarius Dei Gratia Res Publicae Angliae, Scotiae et Hiberniae إلخ. حامي] - أوليفر بنعمة الله من جمهورية إنجلترا واسكتلندا وأيرلندا إلخ حامي بينما يظهر الوجه الخلفي درعًا متوجًا يصور شعارات الكومنولث مع النقش PAX QVAERITVR BELLO 1656 - السعى إلى السلام عبر الحرب.
القيمة الحالية للعملة في حالة "جيدة جداً" إلى "جيدة للغاية" تتراوح بين 27000 و54000 جنيه إسترليني.
تُعرف نسخة العملة المعدنية ذات النقش على الحافة باسم قطعة الخمسين شلنًا. وهذا أمر نادر للغاية وهناك أمثلة قليلة جدًا لأنه ربما يكون نمطًا.

## روابط خارجية
- أوليفر كرومويل